# خرمندي
الخُرمندي أو التمر الخوخي أو الخرمة القوقازية أو خرمة الليلك أو الخرمال اللوطسي (الاسم العلمي: Diospyros lotus) (بالإنجليزية: date-plum, Caucasian persimmon, or lilac persimmon)‏ هو نوع من النباتات يتبع جنس الخرمال من الفصيلة الأبنوسية.